# Hönsgås
Hönsgås (Cereopsis novaehollandiae) är en stor gåsliknande fågel som förekommer i södra Australien.

## Utseende
Hönsgåsen är en kraftig gås som i det närmaste har en helgrå fjäderdräkt med enstaka små runda svarta fläckar. Stjärt-, hand- och armpennorna är svartaaktiga och benen är rosa men med svarta fötter. Den korta svarta nedåtböjda näbben med sin gulgröna vaxhud ger fågeln ett distinkt utseende.
Den mäter 75–100 centimeter på längden, har ett vingspann på 150–190 centimeter och väger 3,1–6,8 kilogram. Hanarna är något större än honorna.

## Utbredning och systematik
Hönsgåsen delas upp i två underarter med följande utbredning:
- C. n. novaehollandiae – merparten av utbredningsområdet.
- C. n. grisea – Western Australia (är mindre till storleken)

1968 introducerades ett mindre antal till Maria Island.

### Släktskap
Dess släktskap med gässen är oklart. Den förs traditionellt antingen till underfamiljen Anserinae eller Tadorninae som den distinkta släktgruppen Cereopsini, eller också placeras den, kanske tillsammans med de förhistoriska flygoförmögna nyzeeländska gässen i släktet Cnemiornis, i den egna underfamiljen Cereopsinae. Senare genetiska studier visar att hönsgåsen troligen är närmast släkt med den sydamerikanska coscorobasvanen som tillsammans står relativt nära de egentliga gässen och svanarna i Cygnus, Branta och Anser.

## Ekologi
Hönsgäss är betande fåglar som sällan simmar. Deras häckningsområden är gräsmarker belägna innanför den australienska kusten. De häckar direkt på marken i kolonier och utanför häckningstiden bildar de mindre flockar.

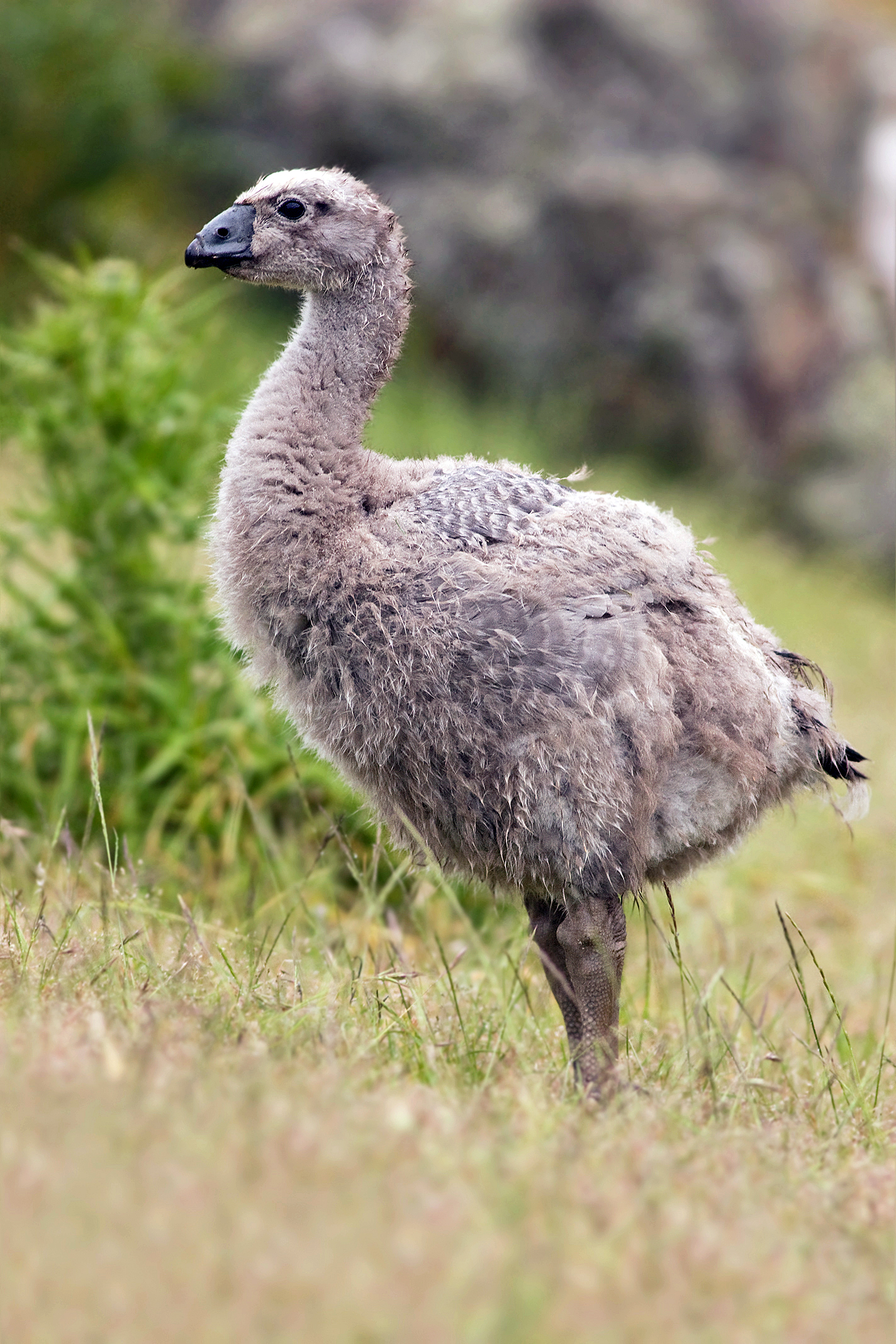
Juvenil på Maria Island
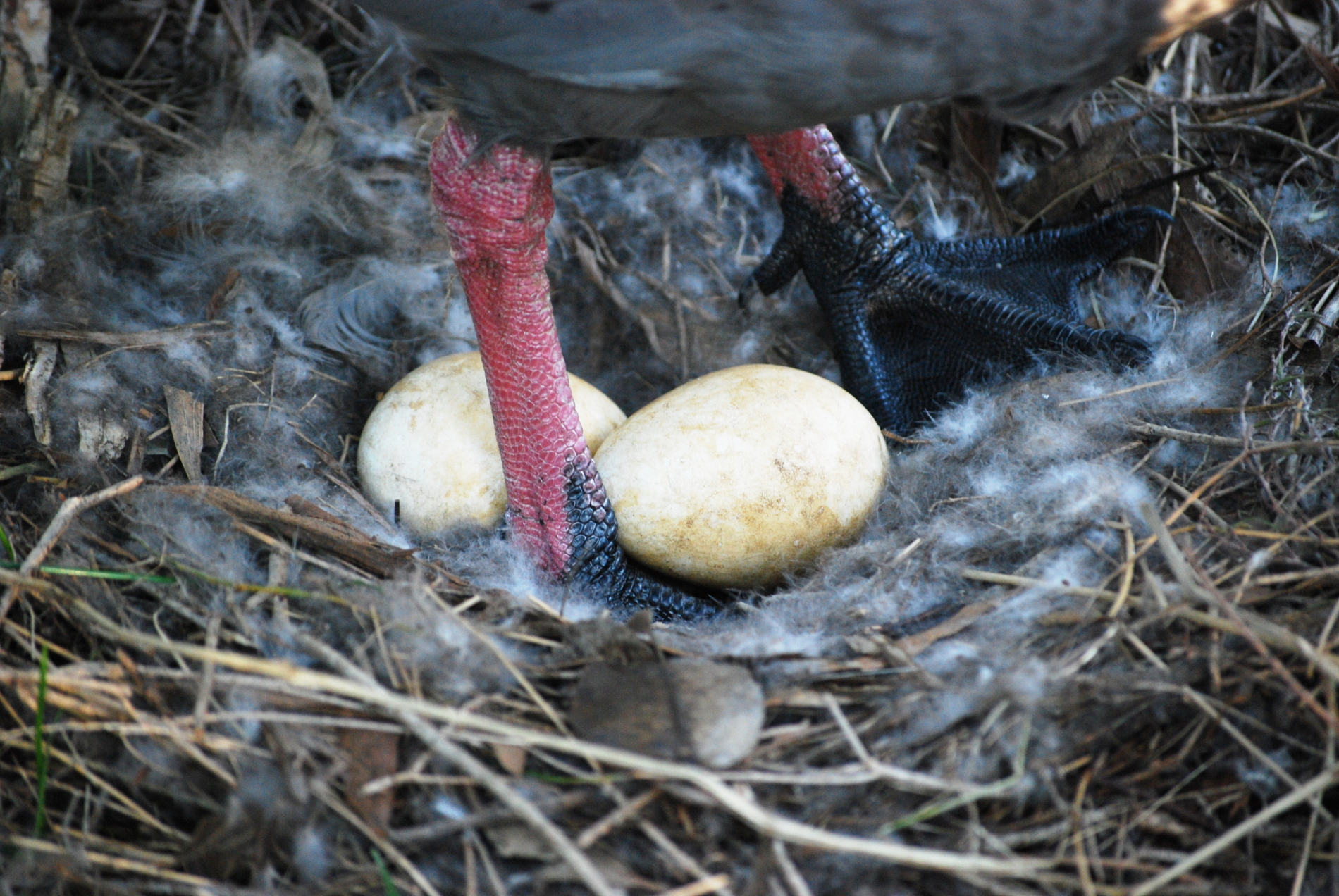
Rede
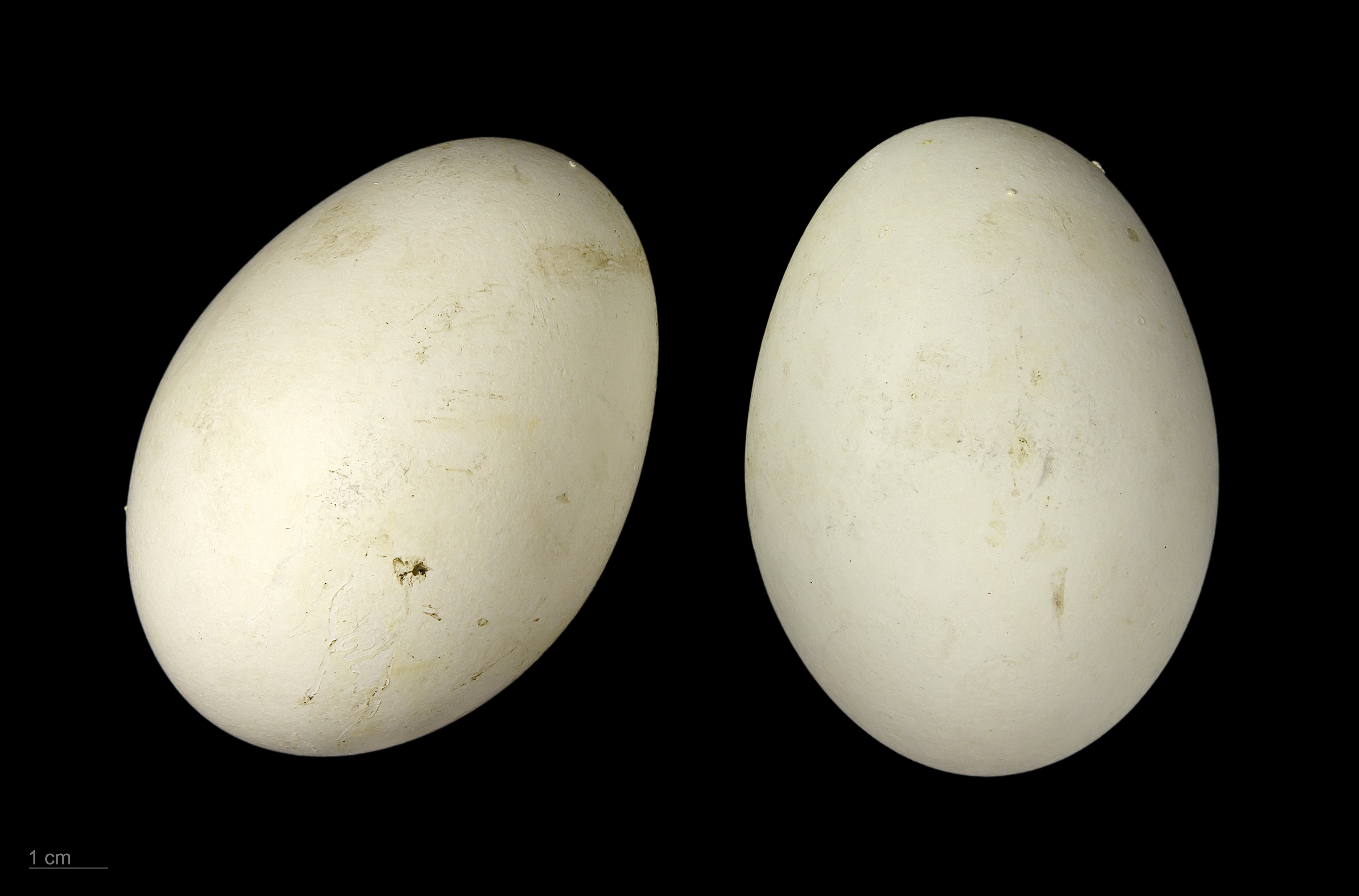
Museum specimen

## Status och hot
En tidigare minskning av populationen på grund av habitatförlust verkar vara hävd då i varje fall populationen i öster har anpassat sig till att födosöka på odlingsmark. Internationella naturvårdsunionen IUCN kategoriserar arten som livskraftig. Världspopulationen uppskattas till 16 000–18 000 individer.

## Namn
Dess vetenskapliga släktnamn Cereopsis, betyder "vaxlik", från latinets cere-, "vax", och gammalgrekiskans opsi-, "utseende". vilket refererar till gåsens vaxhudsförsedda näbb. Artepitetet novaehollandiae, är Latin för "Nya Holland", vilket är ett äldre namn för Australien.